# Ostinato e controcorrente
Ostinato e controcorrente è un singolo del gruppo musicale italiano The Sun, pubblicato il 24 febbraio 2023 per il mercato digitale. La canzone era stata precedentemente pubblicata sul CD dell'album Qualcosa di vero, uscito il 5 dicembre 2022.
Dall'11 settembre 2023 Ostinato e controcorrente è la sigla del programma Giù la maschera di Rai Radio 1, condotto da Marcello Foa e Peter Gomez.

## Tracce
1. Ostinato e controcorrente – 3:17 (testo: Francesco Lorenzi – musica: Francesco Lorenzi, Maurizio Baggio)

## Formazione
- Francesco "The President" Lorenzi – voce, chitarra
- Riccardo "Trash" Rossi – batteria
- Matteo "Lemma" Reghelin – basso, cori
- Gianluca "Boston" Menegozzo – chitarra, cori
- Andrea "Cherry" Cerato – chitarra, cori